# Gustavo González López
Pour les articles homonymes, voir González et López.
Gustavo González López est un militaire et homme politique vénézuélien, né à Carrizal (État de Miranda) le 2 novembre 1960. Actuel directeur du renseignement national vénézuélien, le Servicio Bolivariano de Inteligencia Nacional depuis le 30 avril 2019, poste qu'il a déjà occupé de 2014 à 2018, et directeur du Conseil de sécurité et de renseignement de la Présidence de la République depuis le 8 janvier 2019, il a été ministre des Relations intérieures, de la Justice et de la Paix entre 2015 et 2016.